# Guillena (kommunhuvudort)
Guillena är en kommunhuvudort i Spanien.   Den ligger i provinsen Provincia de Sevilla och regionen Andalusien, i den sydvästra delen av landet, 400 km sydväst om huvudstaden Madrid. Guillena ligger 25 meter över havet och antalet invånare är 11 109.
Terrängen runt Guillena är huvudsakligen platt, men norrut är den kuperad. Runt Guillena är det tätbefolkat, med 369 invånare per kvadratkilometer. Närmaste större samhälle är Sevilla, 19,2 km söder om Guillena. Trakten runt Guillena består till största delen av jordbruksmark.